# Motocugu Gotó
Motocugu Gotó (後藤 基次, Gotó Motocugu, 5. května 1560 – 2. června 1615) nebo též Matabei Gotó (後藤又兵衛), byl synem Motokuniho Gotóa (後藤 基国), hlavního vazala klanu Beššó z Harimy. Když byl roku 1580 vojsky klanu Oda dobyt hrad Miki, sídlo Beššóů, Motokuni spáchal seppuku. Ještě předtím však svěřil svého syna do péče Jošitaky Kurody, vazala Hidejošiho Hašiby. Hidejoši fungoval jako zpravodaj v posledních fázích bitvy.
Mladý Motocugu vyrostl pod Kurodovým vedením ve schopného bojovníka, zúčastnil se invaze do Koreje a aktivně se roku 1593 projevil ve druhé bitvě o Čindžu. Bojoval v bitvě u Sekigahary a následně opustil Kurodovy služby. Z důvodů, jež nám nejsou známy, se roku 1614 připojil k Hidejorimu Tojotomimu, který bránil Ósacký hrad při Obléhání Ósaky. Pravděpodobně šlo o nesplacený dluh jeho otci Hidejošimu, který roku 1580 ušetřil jeho život. Padl v boji v poslední fázi bitvy o Dómjódži a traduje se, že byl křesťan.